# Romeu Evangelista
Romeu Cambalhota, właśc. Romeu Evangelista (ur. 27 marca 1950 w Esmeraldzie) – piłkarz brazylijski, występujący podczas kariery na pozycji napastnika.

## Kariera klubowa
Romeu Cambalhota karierę piłkarską rozpoczął w klubie Clube Atlético Mineiro, gdzie grał w latach 1968–1975. Z Atlético Mineiro zdobył mistrzostwo Brazylii 1971 oraz mistrzostwo stanu Minas Gerais – Campeonato Mineiro w 1970 roku. W 1976 roku przeszedł do Corinthians Paulista, w którym grał przez cztery lata. Z Corinthians dwukrotnie zdobył mistrzostwo stanu São Paulo – Campeonato Paulista w 1977 i 1979 roku. W 1981 roku krótko grał w SE Palmeiras, z którego odszedł do kolumbijskiego Millonarios FC, gdzie grał w latach 1981–1982. Karierę zakończył w Nacionalu São Paulo w 1983 roku.

## Kariera reprezentacyjna
Romeu Cambalhota ma za sobą powołania do reprezentacji Brazylii, w której zadebiutował 30 lipca 1973 w wygranym 4-0 meczu z reprezentacją Wenezueli w Copa América 1975. Był to udany debiut, gdyż w 23 min. strzelił bramkę. Na turnieju wystąpił we wszystkich sześciu meczach Brazylii z: Wenezuelą (bramka), Argentyną, Wenezuelą, Argentyną oraz dwa razy z Peru. Były to jedyne jego mecze w reprezentacji.